# 伊敏铁路
伊敏铁路又称海伊铁路、滨洲铁路伊敏支线，位于内蒙古自治区呼伦贝尔市，铁路由滨洲铁路海拉尔东站向南引出，终点为位于内蒙古自治区呼伦贝尔市的伊敏站，全线长76.8公里，为伊敏煤田外运铁路。
运营方为哈尔滨铁路局海拉尔铁路分局海拉尔车务段伊敏铁路公司。机务为齐齐哈尔机务段海拉尔车间伊敏折返点（原为伊敏机务折返段）。

## 概要
海伊铁路于1979年建成，铁路全线均位于呼伦贝尔市境内。2010年2月26日伊阿铁路的建成将海伊铁路与白阿铁路相连，打通了一条新的满洲里口岸至东北中南部的运输通道。2022年7月18日，伊敏铁路扩能改造工程完工。

## 线路
建成时为继电半自动闭塞，蒸汽机车牵引，年输送能力300万吨。设车站5个。

## 历史
为开发伊敏煤田，伊敏铁路由黑龙江省投资（当时呼伦贝尔盟归属黑龙江省），1977年12开工，1979年10月临管运营。1986年底正式交付运营。
在伊敏站与伊阿铁路接轨。